# Dorothea Orem
Dorothea Elizabeth Orem (Baltimore (Maryland), 1914 – Savannah (Georgia), 22 juni 2007) was een Amerikaans verpleegkundig theoreticus. 
Ze ontwikkelde de bekende zelfzorgtekort-theorie waar ook in Nederland honderdduizenden verpleegkundigen tijdens hun opleiding mee in aanraking komen. Met zelfzorg bedoelt Orem het vermogen van mensen om in verschillende omstandigheden en in verschillende levensfasen voor zichzelf of hun omgeving te zorgen. Daar waar mensen dat niet meer kunnen, moet de verpleegkundige dit overnemen en aanvullen.
De theorieën: 
Dorothea Orem ontwikkelde het zelfzorgtekort theorie. Met zelfzorg bedoelde Dorothea het vermogen van mensen om zich in verschillende omstandigheden en in verschillende levensfases voor zichzelf te kunnen zorgen, waar mensen dit niet meer konden, moest de verpleegkundige dit overnemen en aanvullen. 
Dorothea Orem constateerde niet alle mensen die onder medische behandeling staan, verpleegkundige hulp echt nodig hebben. Op deze gedachte ontwikkelde Dorothea drie theorieën: 
- de theorie van zelfzorg
- de theorie van het zelfzorgtekort
- de theorie van het verpleegkundig handelen

de theorie van zelfzorg: 
Orem dacht dat de meeste mensen een gezond leven na proberen te streven. Ze dacht dat de manier om een gezond leven te realiseren zelfzorg was. Bij zelfzorg streef iemand een bepaald, concrete doel na. Het doel/die doelen die een persoon nastreeft worden zelfzorgbehoeftes genoemd. Om te voorkomen dat de gezondheidszorg en het welbevinden niet in het gedrag komen, moeten deze zelfzorgbehoeftes voldaan worden. 
Volgens Dorothea Orem zijn er drie verschillende zelfzorgbehoeftes: 
- Zelfzorgbehoeften ten gevolge van ontwikkelingsprocessen.
- Algemene of universele zelfzorgbehoeften.
- Zelfzorgbehoeften ten gevolge van gezondheidsverstoringen.

Volgens Dorothea Orem zijn er ook vier niveaus binnen de zelfzorgbehoeften: 
- lichamelijke
- psychische
- interpersoonlijke
- sociale